# Klosterdorf
Klosterdorf è una frazione (Ortsteil) del comune tedesco di Oberbarnim, nel Land del Brandeburgo.
È sede comunale.

## Storia
Il 31 dicembre 2001 il comune di Klosterdorf venne fuso con i comuni di Bollersdorf e di Grunow, formando il nuovo comune di Oberbarnim.

## Amministrazione
La frazione è rappresentata da un "presidente di frazione" (Ortsvorsteher).